# Ernst Adolf Döbereiner
Ernst Adolf Döbereiner (* 12. Januar 1892 in Altona (Elbe), heute zu Hamburg; † 19. April 1945 auf dem Gut Dobbrun bei Osterburg (Altmark)) war ein deutscher Verwaltungsjurist und Landrat.

## Leben
Döbereiner studierte Rechtswissenschaften. 1915 absolvierte er sein Referendariat im Gericht. 1919 wirkte er als Regierungsreferent und ab 1921 als Regierungsassessor in Königsberg. 1922 bis 1923 war er als Landrat im Kreis Fischhausen tätig. Dann wechselte er zur Regierung Schneidemühl und Allenstein. 1927 war er erneut in Königsberg tätig. 1928 wurde Döbereiner zum Regierungsrat ernannt. 1929 erfolgte die Versetzung als Landrat in den Kreis Lyck.
Döbereiner wurde kurz vor Kriegsende, am 19. April 1945, von einem amerikanischen Soldaten auf seinem Gut Dobbrun in der Altmark erschossen. Er wurde auf dem dortigen Friedhof beigesetzt.